# Euroligue de basket-ball 2001-2002
Navigation
Édition précédente Édition suivante
L’Euroligue 2001-2002 est la 45e édition de l’Euroligue masculine, compétition qui rassemble les meilleurs clubs de basket-ball du continent européen.

## Principe
L’édition 2001-2002 met aux prises 32 équipes. Lors du premier tour, ces trente-deux équipes furent réparties en quatre groupes de huit. Les quatre premiers de chaque groupe se qualifient pour le Top 16.

## Déroulement

### Qualifications

#### 1ertour
| Équipe 1       | Score   | Équipe 2     | Aller | Retour |
| -------------- | ------- | ------------ | ----- | ------ |
| Darüşşafaka    | 135–171 | Telekom Bonn | 81–94 | 54–77  |
| Lietuvos Rytas | 158–159 | KK Split     | 87–71 | 71–88  |
| Alvik          | 0–40    | Krka         | 0–20  | 0–20   |

#### 2etour
| Équipe 1         | Score   | Équipe 2          | Aller | Retour |
| ---------------- | ------- | ----------------- | ----- | ------ |
| Portugal Telecom | 150–198 | Spirou C harleroi | 77–92 | 73–106 |
| Telekom Bonn     | 166–159 | Split CO          | 76–73 | 90–86  |
| Krka             | 40–0    | Lugano Snakes     | 20–0  | 20–0   |
| Le Mans          | 0–40    | Hapoël Jérusalem  | 0–20  | 0–20   |

### Saison régulière

#### Groupe A
| Rang | Équipe           | Pts | J  | G  | P  | Pp   | Pc   | Diff |  | Résultats (dom.\ext.) |       |       |       |       |       |        |        |        |
| ---- | ---------------- | --- | -- | -- | -- | ---- | ---- | ---- |  | --------------------- | ----- | ----- | ----- | ----- | ----- | ------ | ------ | ------ |
| 1    | Benetton Trévise | 26  | 14 | 11 | 3  | 1206 | 1142 | 64   |  | Benetton Trévise      |       | 87-83 | 89-81 | 88-86 | 98-94 | 88-72  | 100-71 | 86-78  |
| 2    | Maccabi Tel Aviv | 24  | 14 | 10 | 4  | 1101 | 1021 | 80   |  | Maccabi Tel Aviv      | 80-74 |       | 78-73 | 76-78 | 82-60 | 75-56  | 82-70  | 94-76  |
| 3    | Olympiakós       | 24  | 14 | 10 | 4  | 1205 | 1098 | 107  |  | Olympiakós            | 87-91 | 94-91 |       | 87-72 | 81-80 | 101-79 | 91-75  | 107-78 |
| 4    | Efes Pilsen      | 22  | 14 | 9  | 5  | 1059 | 1032 | 27   |  | Efes Pilsen           | 87-78 | 68-72 | 79-80 |       | 75-71 | 63-51  | 78-72  | 78-65  |
| 5    | Unicaja Málaga   | 16  | 14 | 6  | 8  | 1054 | 1052 | 2    |  | Unicaja Málaga        | 67-68 | 79-84 | 86-79 | 66-67 |       | 65-66  | 86-79  | 76-68  |
| 6    | Śląsk Wrocław    | 14  | 14 | 4  | 10 | 1001 | 1061 | -60  |  | Śląsk Wrocław         | 91-93 | 79-65 | 75-80 | 74-79 | 58-63 |        | 71-66  | 94-95  |
| 7    | ALBA Berlin      | 18  | 14 | 3  | 11 | 1065 | 1153 | -88  |  | ALBA Berlin           | 89-83 | 64-65 | 69-88 | 73-74 | 72-84 | 75-64  |        | 99-87  |
| 8    | Spirou Charleroi | 16  | 14 | 3  | 11 | 1049 | 1181 | -132 |  | Spirou Charleroi      | 76-83 | 63-74 | 56-76 | 79-75 | 75-77 | 53-71  | 100-91 |        |

#### Groupe B
| Rang | Équipe          | Pts | J  | G  | P  | Pp   | Pc   | Diff |  | Résultats (dom.\ext.) |       |        |       |       |       |       |       |        |
| ---- | --------------- | --- | -- | -- | -- | ---- | ---- | ---- |  | --------------------- | ----- | ------ | ----- | ----- | ----- | ----- | ----- | ------ |
| 1    | Kinder Bologne  | 26  | 14 | 12 | 2  | 1163 | 969  | 194  |  | Kinder Bologne        |       | 91-81  | 68-60 | 86-70 | 69-62 | 90-54 | 87-72 | 94-72  |
| 2    | FC Barcelone    | 24  | 14 | 10 | 4  | 1211 | 1050 | 161  |  | FC Barcelone          | 69-85 |        | 85-64 | 81-61 | 90-81 | 90-86 | 73-77 | 101-63 |
| 3    | Ülker Istanbul  | 22  | 14 | 9  | 5  | 1104 | 1051 | 53   |  | Ülker Istanbul        | 51-75 | 77-87  |       | 75-63 | 78-76 | 79-66 | 93-79 | 107-64 |
| 4    | Union Olimpija  | 22  | 14 | 9  | 5  | 1085 | 971  | 114  |  | Union Olimpija        | 85-89 | 80-74  | 78-80 |       | 81-55 | 87-66 | 81-74 | 73-40  |
| 5    | Opel Skyliners  | 20  | 14 | 8  | 6  | 1037 | 1060 | -23  |  | Opel Skyliners        | 80-79 | 74-88  | 74-70 | 56-79 |       | 84-75 | 72-55 | 61-57  |
| 6    | Žalgiris Kaunas | 19  | 14 | 5  | 9  | 1054 | 1097 | -43  |  | Žalgiris Kaunas       | 91-67 | 72-92  | 79-82 | 70-81 | 73-75 |       | 81-78 | 90-72  |
| 7    | Peristéri BC    | 16  | 14 | 3  | 11 | 1058 | 1158 | -100 |  | Peristéri BC          | 59-87 | 72-101 | 82-95 | 67-75 | 89-93 | 62-70 |       | 99-75  |
| 8    | London Towers   | 14  | 14 | 0  | 14 | 910  | 1266 | -356 |  | London Towers         | 57-96 | 67-99  | 75-93 | 58-91 | 77-94 | 58-81 | 75-87 |        |

#### Groupe C
| Rang | Équipe              | Pts | J  | G  | P  | Pp   | Pc   | Diff |  | Résultats (dom.\ext.) |       |       |        |        |       |       |        |        |
| ---- | ------------------- | --- | -- | -- | -- | ---- | ---- | ---- |  | --------------------- | ----- | ----- | ------ | ------ | ----- | ----- | ------ | ------ |
| 1    | Panathinaïkos       | 26  | 14 | 12 | 2  | 1176 | 1073 | 103  |  | Panathinaïkos         |       | 77-88 | 81-70  | 83-80  | 67-63 | 98-92 | 91-82  | 102-64 |
| 2    | Real Madrid         | 22  | 14 | 9  | 5  | 1211 | 1123 | 88   |  | Real Madrid           | 70-78 |       | 87-82  | 82-86  | 92-80 | 87-93 | 90-71  | 114-84 |
| 3    | Skipper Bologne     | 22  | 14 | 8  | 6  | 1193 | 1151 | 42   |  | Skipper Bologne       | 77-79 | 93-77 |        | 97-99  | 83-75 | 73-88 | 107-97 | 95-85  |
| 4    | CSKA Moscou         | 22  | 14 | 8  | 6  | 1221 | 1189 | 32   |  | CSKA Moscou           | 85-91 | 77-92 | 75-77  |        | 80-69 | 86-80 | 88-83  | 96-92  |
| 5    | Krka Novo mesto     | 21  | 14 | 7  | 7  | 1245 | 1222 | 23   |  | Krka Novo mesto       | 82-81 | 79-95 | 94-100 | 107-93 |       | 84-93 | 101-74 | 91-94  |
| 6    | Pau-Orthez          | 21  | 14 | 7  | 7  | 1126 | 1114 | 12   |  | Pau-Orthez            | 67-79 | 78-74 | 86-69  | 91-83  | 74-84 |       | 87-90  | 101-73 |
| 7    | Budućnost Podgorica | 17  | 14 | 3  | 11 | 1108 | 1257 | -149 |  | Budućnost Podgorica   | 84-72 | 82-72 | 86-70  | 103-72 | 79-77 | 77-72 |        | 110-97 |
| 8    | KK Zadar            | 16  | 14 | 2  | 12 | 1156 | 1307 | -151 |  | KK Zadar              | 81-85 | 73-81 | 76-82  | 73-90  | 79-83 | 97-98 | 88-79  |        |

#### Groupe D
| Rang | Équipe             | Pts | J  | G | P  | Pp   | Pc   | Diff |  | Résultats (dom.\ext.) |       |        |        |       |        |         |       |        |
| ---- | ------------------ | --- | -- | - | -- | ---- | ---- | ---- |  | --------------------- | ----- | ------ | ------ | ----- | ------ | ------- | ----- | ------ |
| 1    | TAU Cerámica       | 23  | 14 | 9 | 5  | 1219 | 1057 | 162  |  | TAU Cerámica          |       | 82-62  | 112-84 | 86-68 | 90-66  | 80-85   | 81-58 | 114-78 |
| 2    | AEK Athènes        | 23  | 14 | 9 | 5  | 1152 | 1102 | 50   |  | AEK Athènes           | 85-82 |        | 99-85  | 64-68 | 87-65  | 100-70  | 72-69 | 86-79  |
| 3    | Ural Great Perm    | 22  | 14 | 8 | 6  | 1266 | 1260 | 6    |  | Ural Great Perm       | 94-88 | 86-77  |        | 99-88 | 103-98 | 100-111 | 85-66 | 109-79 |
| 4    | Scavolini Pesaro   | 22  | 14 | 8 | 6  | 1124 | 1137 | -13  |  | Scavolini Pesaro      | 75-85 | 68-89  | 103-85 |       | 65-99  | 98-86   | 88-75 | 86-75  |
| 5    | ASVEL Villeurbanne | 22  | 14 | 8 | 6  | 1147 | 1135 | 12   |  | ASVEL Villeurbanne    | 73-71 | 86-84  | 73-75  | 63-80 |        | 78-91   | 99-84 | 89-76  |
| 6    | Partizan Belgrade  | 20  | 14 | 6 | 8  | 1138 | 1191 | -53  |  | Partizan Belgrade     | 59-65 | 69-74  | 85-80  | 68-80 | 82-88  |         | 81-76 | 86-77  |
| 7    | KK Cibona Zagreb   | 19  | 14 | 5 | 9  | 1110 | 1165 | -55  |  | KK Cibona Zagreb      | 96-95 | 89-90  | 102-97 | 74-71 | 70-82  | 85-71   |       | 85-76  |
| 8    | Telindus Oostende  | 17  | 14 | 3 | 11 | 1138 | 1247 | -109 |  | Telindus Oostende     | 74-88 | 102-73 | 79-84  | 88-81 | 77-88  | 104-94  | 74-84 |        |

### Top 16
Les premiers de chaque groupe sont qualifiés pour le Final Four.

#### Groupe E
| Rang | Équipe           | Pts | J | G | P | Pp  | Pc  | Diff |  | Résultats (dom.\ext.) | T      |       | B     | P     |
| ---- | ---------------- | --- | - | - | - | --- | --- | ---- |  | --------------------- | ------ | ----- | ----- | ----- |
| 1    | Benetton Trévise | 10  | 6 | 4 | 2 | 538 | 481 | 57   |  | Benetton Trévise      |        | 89-75 | 96-90 | 94-66 |
| 2    | FC Barcelone     | 10  | 6 | 4 | 2 | 499 | 483 | 16   |  | FC Barcelone          | 76-75  |       | 77-59 | 90-76 |
| 3    | Skipper Bologne  | 8   | 6 | 2 | 4 | 482 | 509 | -27  |  | Skipper Bologne       | 73-86  | 97-93 |       | 73-86 |
| 4    | Scavolini Pesaro | 8   | 6 | 2 | 4 | 487 | 514 | -27  |  | Scavolini Pesaro      | 101-98 | 87-88 | 71-90 |       |

#### Groupe F
| Rang | Équipe          | Pts | J | G | P | Pp  | Pc  | Diff |  | Résultats (dom.\ext.) |       |        |         |        |
| ---- | --------------- | --- | - | - | - | --- | --- | ---- |  | --------------------- | ----- | ------ | ------- | ------ |
| 1    | Kinder Bologne  | 8   | 6 | 4 | 2 | 460 | 432 | 28   |  | Kinder Bologne        |       | 77-71  | 71-82   | 72-61  |
| 2    | Efes Pilsen     | 6   | 6 | 3 | 3 | 506 | 481 | 25   |  | Efes Pilsen           | 73-76 |        | 63-67   | 101-84 |
| 3    | Real Madrid     | 6   | 6 | 3 | 3 | 500 | 528 | -28  |  | Real Madrid           | 58-86 | 92-109 |         | 88-95  |
| 4    | Ural Great Perm | 4   | 6 | 2 | 4 | 516 | 541 | -25  |  | Ural Great Perm       | 87-78 | 85-89  | 104-113 |        |

#### Groupe G
| Rang | Équipe                | Pts | J | G | P | Pp  | Pc  | Diff |  | Résultats (dom.\ext.) | P     | O     | A     |       |
| ---- | --------------------- | --- | - | - | - | --- | --- | ---- |  | --------------------- | ----- | ----- | ----- | ----- |
| 1    | Panathinaïkos Athènes | 10  | 6 | 5 | 1 | 496 | 467 | 29   |  | Panathinaïkos Athènes |       | 88-78 | 96-92 | 85-67 |
| 2    | Olympiakos Le Pirée   | 8   | 6 | 4 | 2 | 480 | 452 | 28   |  | Olympiakos Le Pirée   | 92-75 |       | 75-69 | 85-89 |
| 3    | AEK Athènes           | 6   | 6 | 2 | 4 | 474 | 475 | -1   |  | AEK Athènes           | 66-73 | 65-75 |       | 97-87 |
| 4    | Olimpija Ljubljana    | 4   | 6 | 1 | 5 | 450 | 506 | -56  |  | Olimpija Ljubljana    | 72-79 | 66-75 | 69-85 |       |

#### Groupe H
| Rang | Équipe              | Pts | J | G | P | Pp  | Pc  | Diff |  | Résultats (dom.\ext.) |       |       |       |        |
| ---- | ------------------- | --- | - | - | - | --- | --- | ---- |  | --------------------- | ----- | ----- | ----- | ------ |
| 1    | Maccabi Tel-Aviv    | 10  | 6 | 4 | 2 | 410 | 370 | 40   |  | Maccabi Tel-Aviv      |       | 77-78 | 69-68 | 2-0    |
| 2    | TAU Vitoria-Gasteiz | 10  | 6 | 4 | 2 | 496 | 472 | 24   |  | TAU Vitoria-Gasteiz   | 65-94 |       | 73-87 | 101-69 |
| 3    | CSKA Moscou         | 9   | 6 | 3 | 3 | 486 | 485 | 1    |  | CSKA Moscou           | 81-77 | 73-90 |       | 86-80  |
| 4    | Ülker Istanbul      | 7   | 6 | 1 | 5 | 395 | 460 | -65  |  | Ülker Istanbul        | 78-91 | 72-89 | 96-91 |        |

L'Ülker Istanbul n'a pas assisté au match à Tel-Aviv, invoquant l'insécurité en Israël.

### Final Four
|  | Demi-finales                       | Demi-finales                       |                       |    | Finale                             | Finale                             |
|  | Demi-finales                       | Demi-finales                       |                       |    | Finale                             | Finale                             |
|  |                                    |                                    |                       |    |                                    |                                    |
|  | Ven 3 mai - Bologne (PalaMalaguti) | Ven 3 mai - Bologne (PalaMalaguti) |                       |    | Dim 5 mai - Bologne (PalaMalaguti) | Dim 5 mai - Bologne (PalaMalaguti) |
|  | Ven 3 mai - Bologne (PalaMalaguti) | Ven 3 mai - Bologne (PalaMalaguti) |                       |    | Dim 5 mai - Bologne (PalaMalaguti) | Dim 5 mai - Bologne (PalaMalaguti) |
|  | Panathinaïkos Athènes              | 83                                 |                       |    | Dim 5 mai - Bologne (PalaMalaguti) | Dim 5 mai - Bologne (PalaMalaguti) |
|  | Panathinaïkos Athènes              | 83                                 |                       |    | Dim 5 mai - Bologne (PalaMalaguti) | Dim 5 mai - Bologne (PalaMalaguti) |
|  | Maccabi Tel-Aviv                   | 75                                 |                       |    | Dim 5 mai - Bologne (PalaMalaguti) | Dim 5 mai - Bologne (PalaMalaguti) |
|  | Maccabi Tel-Aviv                   | 75                                 | Panathinaïkos Athènes | 89 |                                    |                                    |
|  | Ven 3 mai - Bologne (PalaMalaguti) |                                    | Panathinaïkos Athènes | 89 |                                    |                                    |
|  |                                    | Kinder Bologne                     | 83                    |    |                                    |                                    |
|  | Benetton Trévise                   | Kinder Bologne                     | 83                    | 82 |                                    |                                    |
|  | Benetton Trévise                   |                                    |                       | 82 |                                    |                                    |
|  | Kinder Bologne                     | 90                                 |                       |    |                                    |                                    |
|  | Kinder Bologne                     | 90                                 |                       |    |                                    |                                    |

## Équipe victorieuse
Joueurs : 
- N°4 Fragiskos Alvertis ( Grèce)
- N°5 Yórgos Kalaïtzís ( Grèce)
- N°6 Yánnis Sioútis ( Grèce)
- N°7 Johnny Rogers ( États-Unis)
- N°8 Damir Mulaomerović ( Bosnie-Herzégovine)
- N°10 Dejan Bodiroga ( Serbie)
- N°11 Darryl Middleton ( États-Unis)
- N°12 İbrahim Kutluay ( Turquie)
- N°14 Lazaros Papadopoulos ( Grèce)
- N°15 Yánnis Yannoúlis ( Grèce)
- N°16 Juan Ignacio Sánchez ( Espagne)
- Corey Albano ( États-Unis)

Entraîneur :  Željko Obradović ( Serbie)

## Récompenses individuelles
- MVP de la saison régulière  Mirsad Türkcan (CSKA Moscou)
- MVP du Top 16 :  Dejan Bodiroga (Panathinaïkos Athènes)
- MVP du Final Four :  Dejan Bodiroga (Panathinaïkos Athènes)
- Équipe type de la compétition :

| - All-Euroleague First Team : Tyus Edney (Benetton Trévise) Marko Jarić (Kinder Bologne) Emanuel Ginóbili (Kinder Bologne) Dejan Bodiroga (Panathinaïkos Athènes) Dejan Tomašević (Tau Vitoria) | - All-Euroleague Second Team : Ariel McDonald (Maccabi Tel-Aviv) Alphonso Ford (Olympiakós) Mirsad Türkcan (CSKA Moscou) Marcelo Nicola (Benetton Trévise) Joseph Blair (Scavolini Pesaro) |

## Statistiques individuelles

### Évaluation
| Rang | Joueur         | Équipe          | Matchs | Évaluation | Moyenne |
| ---- | -------------- | --------------- | ------ | ---------- | ------- |
| 1.   | Mirsad Türkcan | CSKA Moscou     | 17     | 439        | 25,8    |
| 2.   | Joseph Blair   | Pesaro          | 14     | 352        | 25,1    |
| 3.   | Mate Skelin    | Krka Novo Mesto | 14     | 351        | 25,0    |

### Points
| Rang | Joueur         | Équipe          | Matchs | Points | Moyenne |
| ---- | -------------- | --------------- | ------ | ------ | ------- |
| 1.   | Alphonso Ford  | Olympiakós      | 20     | 495    | 24,7    |
| 2.   | Gordan Giriček | CSKA Moscou     | 18     | 413    | 22,9    |
| 3.   | Jaka Lakovič   | Krka Novo Mesto | 14     | 293    | 20,9    |

### Rebonds
| Rang | Joueur         | Équipe          | Matchs | Rebonds | Moyenne |
| ---- | -------------- | --------------- | ------ | ------- | ------- |
| 1.   | Mirsad Türkcan | CSKA Moscou     | 17     | 217     | 12,7    |
| 2.   | Joseph Blair   | Pesaro          | 14     | 167     | 11,9    |
| 3.   | Mate Skelin    | Krka Novo Mesto | 14     | 137     | 9,7     |

### Passes décisives
| Rang | Joueur          | Équipe                  | Matchs | Passes décisives | Moyenne |
| ---- | --------------- | ----------------------- | ------ | ---------------- | ------- |
| 1.   | Elmer Bennett   | Tau Cerámica            | 15     | 79               | 5,2     |
| 2.   | Michael Hawkins | Śląsk Wrocław           | 14     | 70               | 5,0     |
| 3.   | John Celestand  | ASVEL Lyon-Villeurbanne | 13     | 62               | 4,8     |

### Autres statistiques
| Catégorie              | Joueur              | Équipe               | Matchs | Moyenne |
| ---------------------- | ------------------- | -------------------- | ------ | ------- |
| Interceptions          | Manu Ginóbili       | Kinder Bologne       | 22     | 2,5     |
| Contres                | Grigorij Khizhnyak  | Žalgiris Kaunas      | 14     | 3,2     |
| Fautes provoquées      | Roger Huggins       | Spirou Charleroi     | 14     | 7,1     |
| Balles perdues         | Michael Hawkins     | Śląsk Wrocław        | 14     | 3,7     |
| Minutes                | Ralph Biggs         | Telindus Ostende     | 14     | 34,5    |
| Pourcentage aux tirs   | Sergueï Tchikalkine | Benetton Trévise     | 22     | 91,7%   |
| Pourcentage à 2-points | Yánnis Yannoúlis    | Panathinaïkós        | 16     | 82,5%   |
| Pourcentage à 3-points | Nenad Čanak         | KK Partizan Belgrade | 14     | 56,1%   |

### Meilleures performances individuelles
| Catégorie        | Joueur              | Équipe           | Statistique |
| ---------------- | ------------------- | ---------------- | ----------- |
| Évaluation       | Jaka Lakovič        | Krka Novo Mesto  | 55          |
| Points           | Vlado Šćepanović    | Partizan         | 40          |
| Rebonds          | Mirsad Türkcan      | CSKA Moscou      | 23          |
| Passes décisives | John Celestand      | ASVEL            | 12          |
| Interceptions    | Jorge Garbajosa     | Benetton Trévise | 7           |
| Contres          | Grigorij Khizhnyak  | Žalgiris Kaunas  | 7           |
| Tirs à 3-points  | Marcelo Nicola      | Benetton Trévise | 7           |
| Tirs à 3-points  | Alberto Herreros    | Real Madrid      | 7           |
| Tirs à 3-points  | Vlado Šćepanović    | Partizan         | 7           |
| Balles perdues   | Pascal Roller       | Opel Skyliners   | 8           |
| Balles perdues   | Jaka Lakovič        | Krka             | 8           |
| Balles perdues   | Aleksandar Đorđević | Real Madrid      | 8           |
| Balles perdues   | Mirsad Türkcan      | CSKA Moscou      | 8           |